# Kolonia Koziegłowy
Kolonia Koziegłowy – część wsi Koziegłowy w Polsce położony w województwie mazowieckim, w powiecie pułtuskim, w gminie Pokrzywnica.
Kolonia Koziegłowy należy do sołectwa Koziegłowy.